# The Soft Pink Truth
The Soft Pink Truth és un grup de música electrònica fundat i format únicament per Drew Daniel, conegut per vindre del grup musical Matmos. És un producte centrat en l'àmbit queer o LGTB.

## Discografia
- The Soft Pink Truth (2001, Soundslike): single/EP
- Promofunk (2002, Soundslike): single/EP
- Do You Party? (2003, Soundslike): àlbum
- Acting Crazy (2003, Soundslike): single/EP
- Do You Want New Wave or Do You Want the Soft Pink Truth? (2004, Tigerbeat6): àlbum
- Kitchen (2005, Soundslike): single/EP[4]
- Rundgang (Fuck Varg’s Racist, Anti-Semitic Bullshit Politics Forever!): cançó solta[2]

És una versió de Rundtgåing av den transcendentale egenhetens støtte de Burzum i és gratuïta.
- Why Do the Heathen Rage? (2014, Thrill Jockey): àlbum

Un àlbum de versions de cançons black metal amb ànim de crítica negativa plena de burla cap al rerefons polític de molts grups musicals de l'àmbit del black metal.
- Why Pay More? (2015)

És una obra que es caracteritza per utilitzar mostres de vídeos de Youtube.